# KF Vllaznia
KF Vllaznia je albánský fotbalový klub, byl založen roku 1919 ve městě Skadar. Letopočet založení je i v klubovém emblému. Domovským stadionem je Loro-Boriçi Stadium s kapacitou 16 000 diváků.
Klubové barvy jsou modrá a červená.

## Úspěchy
- 9× vítěz Albánské ligy[1]: 1945, 1946, 1971/72, 1973/74, 1977/78, 1982/83, 1991/92, 1997/98, 2000/01
- 8× vítěz Albánského poháru[2]: 1964/65, 1971/72, 1978/79, 1980/81, 1986/87, 2007/08, 2020/21, 2021/22
- 2× vítěz Albánského superpoháru[3]: 1998, 2001
- 2× vítěz Albánské druhé ligy: 1957, 1962